# Ẓ
Ẓ (minúscula : ẓ) es una letra del alfabeto latino extendido formada a partir de la Z con la adición de un punto debajo.

## Uso
Se utiliza en la transcripción de lenguas afroasiáticas, en concreto:
- como transcripción de la letra árabe Ẓāʼ (ظ)[1]
- en el alfabeto bereber latino para representar /zˤ/ (una z enfática)

## Unicode
Los puntos de código Unicode son U+1E92 para Ẓ y U+1E93 para ẓ, ubicadas  en el bloque Latino extendido adicional.
| Carácter      | Ẓ                                     | Ẓ                                     | ẓ                                   | ẓ                                   |
| ------------- | ------------------------------------- | ------------------------------------- | ----------------------------------- | ----------------------------------- |
| Unicode       | LATIN CAPITAL LETTER Z WITH DOT BELOW | LATIN CAPITAL LETTER Z WITH DOT BELOW | LATIN SMALL LETTER Z WITH DOT BELOW | LATIN SMALL LETTER Z WITH DOT BELOW |
| Codificación  | decimal                               | hex                                   | decimal                             | hex                                 |
| Unicode       | 7826                                  | U+1E92                                | 7827                                | U+1E93                              |
| UTF-8         | 225 186 146                           | E1 BA 92                              | 225 186 147                         | E1 BA 93                            |
| Ref. numérica | &#7826;                               | &#x1E92;                              | &#7827;                             | &#x1E93;                            |